# Power Book IV: Force
Power Book IV: Force es una serie de televisión de drama creada por Robert Munic que se estrenó el 6 de febrero de 2022 en Starz. Es una secuela de Power, siendo el tercer spin-off de dicha serie. En marzo de 2022, la serie fue renovada para una segunda temporada, que se estrenó el 1 de septiembre de 2023.
En diciembre de 2023, la serie fue renovada para una tercera y última temporada.

## Elenco y personajes
| Personaje                 | Interpretado por    | Temporadas | Temporadas |
| Personaje                 | Interpretado por    | 1          | 2          |
| ------------------------- | ------------------- | ---------- | ---------- |
| Tommy Egan                | Joseph Sikora       | Principal  | Principal  |
| David "Diamond" Sampson   | Isaac Keys          | Principal  | Principal  |
| Claudia "Claud" Flynn     | Lili Simmons        | Principal  | Principal  |
| Gloria                    | Gabrielle Ryan      | Principal  |            |
| Victor "Vic" Flynn        | Shane Harper        | Principal  | Principal  |
| Jenard Sampson            | Kris D. Lofton      | Principal  | Principal  |
| JP Gibbs                  | Anthony Fleming III | Principal  | Principal  |
| Darnell "D-Mac" McDowell  | Lucien Cambric      | Principal  | Principal  |
| Walter Flynn              | Tommy Flanagan      | Principal  | Principal  |
| Stacy Marks               | Miriam A. Hyman     | Invitada   | Principal  |
| Shanti 'Showstopper' Page | Adrienne Walker     |            | Principal  |
| Mireya Garcia             | Carmela Zumbado     |            | Principal  |

### Principal
- Joseph Sikora como Tommy Egan
- Isaac Keys como David "Diamond" Sampson
- Lili Simmons como Claudia "Claud" Flynn
- Gabrielle Ryan como Gloria
- Shane Harper como Vic Flynn
- Kris D. Lofton como Jenard Sampson
- Anthony Fleming III como JP Gibbs
- Lucien Cambric como Darnell "D-Mac" McDowell
- Tommy Flanagan como Walter Flynn

### Recurrente
- Audrey Esparza como Liliana
- Jeremih como Elijah
- Michael J. Ferguson como Francis "2-Bit" Johnson
- Johnny Rivera como Roberto
- Christopher Kahler como Avram

## Episodios
| Temporada | Temporada | Episodios | Episodios | Emisión original        | Emisión original        |
| Temporada | Temporada | Episodios | Episodios | Primera emisión         | Última emisión          |
| --------- | --------- | --------- | --------- | ----------------------- | ----------------------- |
|           | 1         | 10        | 10        | 6 de febrero de 2022    | 17 de abril de 2022     |
|           | 2         | 10        | 10        | 1 de septiembre de 2023 | 10 de noviembre de 2023 |

### Temporada 1 (2022)
| N.º en serie | N.º en temp. | Título                           | Dirigido por     | Escrito por           | Fecha de emisión original | Audiencia (millones) |
| ------------ | ------------ | -------------------------------- | ---------------- | --------------------- | ------------------------- | -------------------- |
| 1            | 1            | «A Short Fuse and a Long Memory» | Larysa Kondracki | Robert Munic          | 6 de febrero de 2022      | 0,648                |
| 2            | 2            | «King of the Goddamn Hill»       | Kieron Hawkes    | Robert Munic          | 13 de febrero de 2022     | 0,311                |
| 3            | 3            | «Firestarter»                    | Shana Stein      | Kendra Chanae Chapman | 20 de febrero de 2022     | 0,431                |
| 4            | 4            | «Storm Clouds»                   | Kieron Hawkes    | Allison Intrieri      | 27 de febrero de 2022     | 0,404                |
| 5            | 5            | «Take Me Home»                   | Eif Rivera       | Robert Munic          | 6 de marzo de 2022        | 0,572                |
| 6            | 6            | «This is Who We Are»             | Kieron Hawkes    | Sylvia L. Jones       | 13 de marzo de 2022       | 0,477                |
| 7            | 7            | «Outrunning a Ghost»             | Bart Wenrich     | Kirkland Morris       | 20 de marzo de 2022       | 0,451                |
| 8            | 8            | «He Ain't Heavy»                 | Rob Hardy        | Michael Cobian        | 27 de marzo de 2022       | 0,399                |
| 9            | 9            | «Trust»                          | Carl Seaton      | Elle Triedman         | 10 de abril de 2022       | 0,465                |
| 10           | 10           | «Family Business»                | Deon Taylor      | Vladimir Cvetko       | 17 de abril de 2022       | 0,505                |

### Temporada 2 (2023)
| N.º en serie | N.º en temp. | Título                       | Dirigido por    | Escrito por                  | Fecha de emisión original | Audiencia (millones) |
| ------------ | ------------ | ---------------------------- | --------------- | ---------------------------- | ------------------------- | -------------------- |
| 11           | 1            | «Tommy's Back»               | Rob Hardy       | Gary Lennon                  | 1 de septiembre de 2023   | 0,198                |
| 12           | 2            | «Great Consequence»          | Carl Seaton     | Kendra Chanae Chapman        | 8 de septiembre de 2023   | 0,201                |
| 13           | 3            | «War & Ice Cream»            | Cierra Glaudé   | Terri Kopp                   | 15 de septiembre de 2023  | 0,254                |
| 14           | 4            | «The Devil's in the Details» | Kieron Hawkes   | Nikki McCauley               | 22 de septiembre de 2023  | 0,240                |
| 15           | 5            | «Crown Vic»                  | Lisa Demaine    | Sammy Horowitz & Adam Pasen  | 29 de septiembre de 2023  | 0,304                |
| 16           | 6            | «Here There Be Monsters»     | Robert Townsend | La Monte Edwards             | 6 de octubre de 2023      | 0,207                |
| 17           | 7            | «Chicago Is Heating Up!»     | Sharon Lewis    | Anthony Florez               | 13 de octubre de 2023     | 0,281                |
| 18           | 8            | «Dead Reckoning»             | Eif Rivera      | Melody Cooper                | 20 de octubre de 2023     | 0,274                |
| 19           | 9            | «No Loose Ends»              | Lisa Demaine    | Terri Kopp & James Slainmann | 3 de noviembre de 2023    | 0,304                |
| 20           | 10           | «Power Powder Respect»       | Deon Taylor     | Gary Lennon & Amelia Swedeen | 10 de noviembre de 2023   | 0,307                |

## Producción

### Desarrollo
En agosto de 2020, la serie había recibido luz verde para producir 10 episodios centrados en el personaje de Joseph Sikora, Tommy Egan. En ese momento, Robert Munic iba a ser el showrunner de la serie, además de productor ejecutivo junto a Courtney A. Kemp y Curtis "50 Cent" Jackson. En julio de 2021, se anunció que Robert Munic dejaría de ser el showrunner de la serie debido a diferencias creativas y que Courtney A. Kemp, quien supervisa todas las series de Power, asumiría el cargo. El 9 de marzo de 2022, Starz renovó la serie para una segunda temporada, con Gary Lennon asumiendo como nuevo showrunner tras la salida de Robert Munic. La segunda temporada se estrenó el 1 de septiembre de 2023. El 15 de diciembre de 2023, Starz renovó la serie para una tercera temporada. El 13 de junio de 2024, se anunció que la tercera temporada sería la última de la serie.

### Casting
En febrero de 2021, se agregaron ocho miembros adicionales al elenco principal de la serie: Lili Simmons, Gabrielle Ryan, Isaac Keys, Shane Harper, Kris D. Lofton, Anthony Fleming III, Lucien Cambric y Tommy Flanagan. En mayo de 2021, se anunció que el rapero Jeremih iba a unirse al elenco en un papel recurrente.